# Ahmed Hassan Elgenawy
Ahmed Hassan Elgenawy (9 december 1995) is een Egyptische voetballer. Hij speelt als aanvaller bij Lierse SK. Hij debuteerde op 3 december 2014 in de Beker van België tegen Zulte-Waregem. Hij startte direct in de basis. Hassan komt uit de Egyptische JMG-academie.

## Statistieken
| Seizoen        | Club           | Land            | Competitie         | Competitie | Competitie | Beker | Beker | Internationaal | Internationaal | Totaal | Totaal |
| Seizoen        | Club           | Land            | Competitie         | Wed.       | Dlp.       | Wed.  | Dlp.  | Wed.           | Dlp.           | Wed.   | Dlp.   |
| -------------- | -------------- | --------------- | ------------------ | ---------- | ---------- | ----- | ----- | -------------- | -------------- | ------ | ------ |
| 2014/15        | K. Lierse SK   | Vlag van België | Jupiler Pro League | 14         | 1          | 1     | 0     | —              | —              | 15     | 1      |
| 2015/16        | K. Lierse SK   | Vlag van België | Tweede Klasse      | 5          | 1          | 0     | 0     | —              | —              | 5      | 1      |
| Carrièretotaal | Carrièretotaal | Carrièretotaal  | Carrièretotaal     | 19         | 2          | 1     | 0     | 0              | 0              | 20     | 2      |

Bijgewerkt t/m 30 april  2016.